# Coleridge (jezioro)

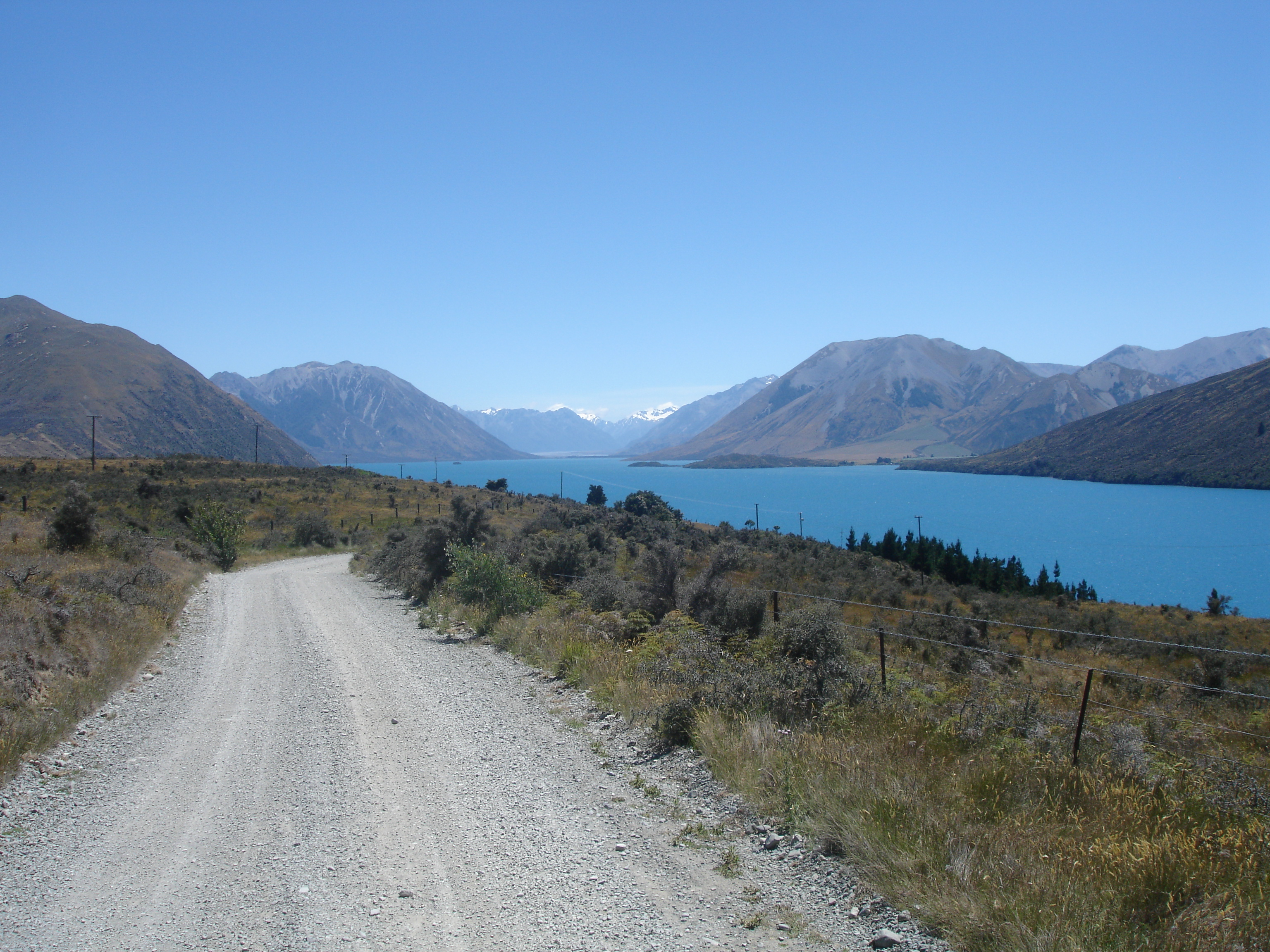
Jezioro Coleridge

Coleridge (ang. Lake Coleridge) – jezioro na nowozelandzkiej Wyspie Południowej. Położone jest około 35 km na północny zachód od miasta Methven. Jezioro obejmuje powierzchnię 47 km².